# John Atta Mills
John Evans Atta Mills (21 de julho de 1944 – 24 de julho de 2012) foi um político ganês. Foi  presidente da República do Gana de 7 de janeiro de 2009 até 24 de julho de 2012, data de sua morte.